# Nicolas Mosar

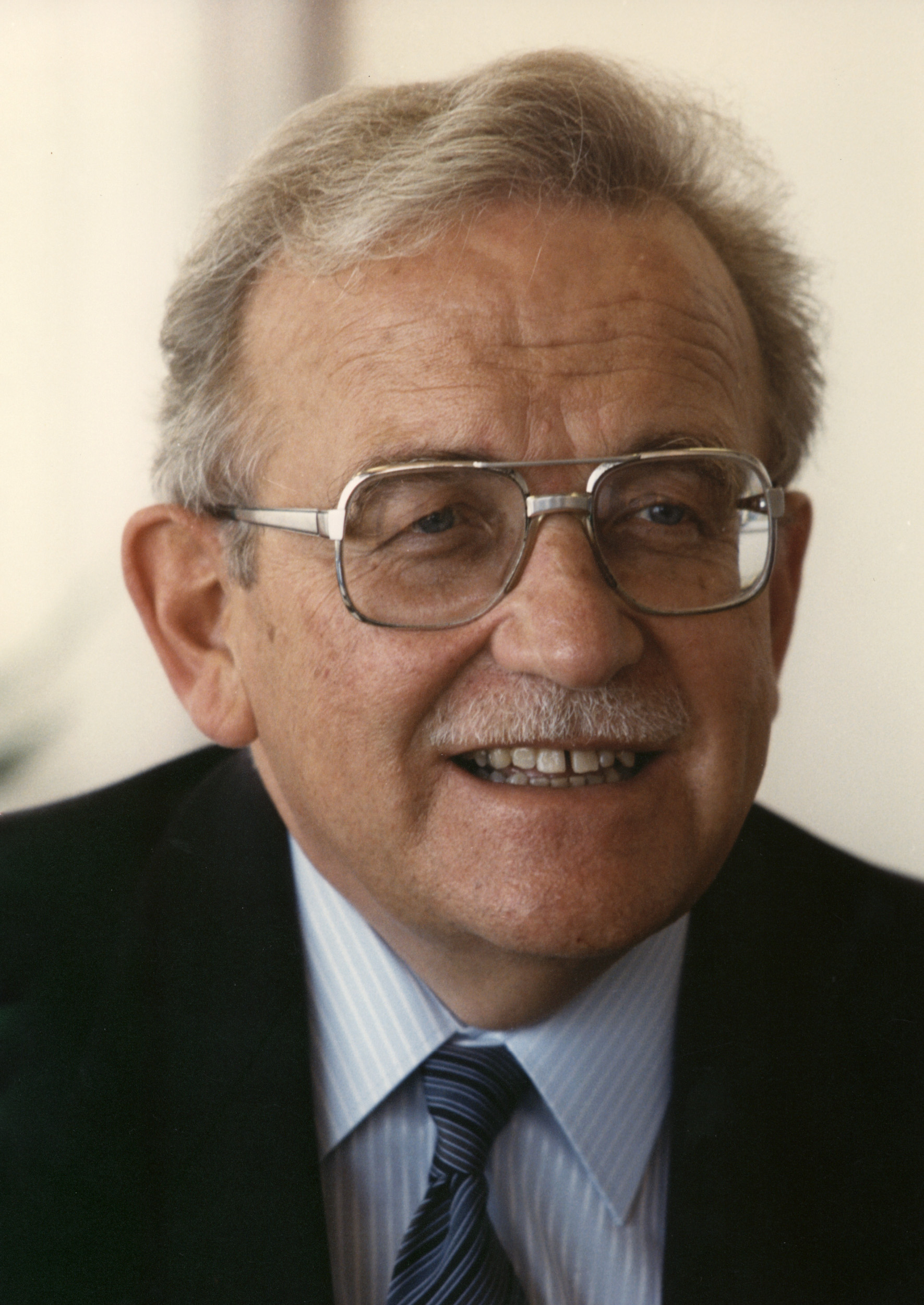
Nicolas Mosar, 1986

Nicolas Mosar (* 25. November 1927; † 6. Januar 2004) war ein luxemburgischer Politiker, Diplomat und Kommissar für Energie der EU-Kommission.

## Leben
Nach dem Schulbesuch studierte Mosar Rechtswissenschaften und war danach als Rechtsanwalt tätig und war zwischen 1962 und 1963 Präsident der Konferenz junger luxemburgischer Rechtsanwälte.
Seine politische Laufbahn begann Mosar, der Mitglied der Chrëschtlech Sozial Vollekspartei (CSV) war, 1959 mit der Wahl zum Mitglied des Stadtrates von Luxemburg, dem er bis 1984 angehörte und wo er zeitweise auch Beigeordneter (Schäffe) war. 1969 wurde er erstmals zum Abgeordneten der Chambre des Députés gewählt. Zwischen 1972 und 1974 war er Präsident der CSV. Mit Ausnahme einer zweijährigen Unterbrechung von 1974 bis 1976 nach der Wahlniederlage der CSV war er bis 1984 Parlamentsabgeordneter. Nach der Wahlniederlage von 1974 übergab er das Amt des Parteipräsidenten an Jacques Santer. 1979 wurde er als Nachfolger von Pierre Werner Fraktionspräsident der CSV in der Deputiertenkammer und behielt dieses Amt bis 1984.
Im Jahr 1985 folgte er Gaston Thorn als Mitglied Luxemburgs in der EG-Kommission und übernahm als Nachfolger des Belgiers Étienne Davignon in der Ersten Europäischen Kommission von Jacques Delors das Amt des Kommissars für Energie. Zugleich war er in dieser Funktion zuständig für die Euratom. Für seine Verdienste wurde ihm am 13. Dezember 1988 die Robert-Schuman-Medaille der EVP-ED-Fraktion des Europäischen Parlaments verliehen.
Nach seinem Ausscheiden aus der Kommission 1989 wurde er Botschafter in Italien und verblieb auf diesem Posten bis 1992. In dieser Funktion gehörte er auch der luxemburgischen Delegation auf der 25. Sitzung der Ernährungs- und Landwirtschaftsorganisation (FAO) in Rom im November 1989 an.
Sein Sohn Laurent Mosar ist ebenfalls Abgeordneter der CSV und war Präsident der Chambre des Députés.